# Карл Константин (граф Вьенна)
Карл Константин (фр. Charles-Constantin de Vienne, 905/910 — после января 962) — граф Вьенна с 931, сын Людовика III, короля Прованса, и Аделы, возможно родственницы Рудольфа I, короля Верхней Бургундии.

## Биография
Когда отец Карла Людовик III Слепой умер в 929 году, Нижняя Бургундия перешла к королю Италии Гуго Арльскому, который передал её в 933 году Рудольфу II, в обход Карла Константина.
В 931 году, после смерти Эда де Вермандуа, Карл Константин получил графство Вьенн.
Карл Константинн скончался после января 962 года. Графство Вьенн унаследовала его дочь Констанция.

## Брак и дети
Жена: Тетберга (ум. после 960), дочь Варнера, виконта Санса. Дети:
- Ричард (ум. после июня 962)
- Губерт (ум. после января 962)[1]
- Констанция (920/930 — после мая 963), графиня Вьенна с 962; муж — Бозон II (ум. 965/967), граф Арля